# Nuoto ai Giochi della XIX Olimpiade - 100 metri dorso maschili
La competizione dei 100 metri dorso maschili di nuoto ai Giochi della XIX Olimpiade si è svolta nei giorni 21 e 22 ottobre 1968 alla Piscina Olímpica Francisco Márquez di Città del Messico.

## Programma
| Data            | Round        | Note                                |
| --------------- | ------------ | ----------------------------------- |
| 21 ottobre 1968 | 6 Batterie   | I migliori 16 tempi alle semifinali |
| 21 ottobre      | 2 Semifinali | I migliori 8 tempi alla finale      |
| 22 ottobre      | Finale       |                                     |

## Risultati

### Batterie
| Pos. | Atleta            | Nazione        | Totale | Pos F |
| ---- | ----------------- | -------------- | ------ | ----- |
| 1    | Larry Barbiere    | Stati Uniti    | 1'01"9 | 5 Q   |
| 2    | Franco Chino      | Italia         | 1'02"0 | 6 Q   |
| 3    | Reinhard Blechert | Germania Ovest | 1'02"7 | 8 Q   |
| 4    | Luis Angel Acosta | Messico        | 1'06"5 | 31    |
| 5    | Friedrich Jokisch | El Salvador    | 1'13"7 | 36    |

| Pos. | Atleta             | Nazione          | Totale | Pos F |
| ---- | ------------------ | ---------------- | ------ | ----- |
| 1    | Roland Matthes     | Germania Est     | 1'01"0 | 1 Q   |
| 2    | Santiago Esteva    | Spagna           | 1'03"0 | 11 Q  |
| 3    | Ejvind Pedersen    | Danimarca        | 1'03"5 | 16 Q  |
| 4    | Yevgeny Spiridonov | Unione Sovietica | 1'04"2 | 20    |
| 5    | Jesús Cabrera      | Spagna           | 1'04"8 | 25    |
| 6    | Eliseo Vidal       | Cuba             | 1'06"4 | 30    |
| 7    | Ronnie Wong        | Hong Kong        | 1'11"3 | 33    |

| Pos. | Atleta                  | Nazione          | Totale | Pos F |
| ---- | ----------------------- | ---------------- | ------ | ----- |
| 1    | Jim Shaw                | Canada           | 1'01"8 | 3 Q   |
| 2    | Viktor Mazanov          | Unione Sovietica | 1'03"1 | 13 Q  |
| 3    | Roddy Jones             | Gran Bretagna    | 1'04"1 | 19    |
| 4    | José Joaquín Santibáñez | Messico          | 1'04"2 | 21    |
| 5    | Herman Verbauwen        | Belgio           | 1'04"6 | 22    |
| 6    | Gary Goodner            | Porto Rico       | 1'06"3 | 29    |
| 7    | Yacoub Masboungi        | Libano           | 1'11"6 | 34    |

| Pos. | Atleta           | Nazione       | Totale | Pos F |
| ---- | ---------------- | ------------- | ------ | ----- |
| 1    | Charles Hickcox  | Stati Uniti   | 1'01"1 | 2 Q   |
| 2    | Franco Del Campo | Italia        | 1'02"3 | 7 Q   |
| 3    | Danijel Vrhovšek | Jugoslavia    | 1'02"9 | 10 Q  |
| 4    | Joseph Jackson   | Gran Bretagna | 1'03"0 | 11 Q  |
| 5    | Gerald Evard     | Svizzera      | 1'05"8 | 28    |
| 6    | Arturo Carranza  | El Salvador   | 1'17"4 | 37    |

| Pos. | Atleta             | Nazione          | Totale | Pos F |
| ---- | ------------------ | ---------------- | ------ | ----- |
| 1    | Jurij Hromak       | Unione Sovietica | 1'03"2 | 14 Q  |
| 2    | Leonardo Baremboin | Argentina        | 1'04"0 | 17    |
| 3    | László Cseh, Sr.   | Ungheria         | 1'04"6 | 22    |
| 4    | Hans Tegeback      | Svezia           | 1'05"1 | 26    |
| 5    | Jaime Rivera       | Messico          | 1'05"1 | 27    |
| 6    | Francisco Ramis    | Porto Rico       | 1'07"2 | 32    |

| Pos. | Atleta        | Nazione     | Totale | Pos F |
| ---- | ------------- | ----------- | ------ | ----- |
| 1    | Ronald Mills  | Stati Uniti | 1'01"8 | 3 Q   |
| 2    | Bob Schoutsen | Paesi Bassi | 1'02"8 | 9 Q   |
| 3    | Karl Byrom    | Australia   | 1'03"2 | 15 Q  |
| 4    | Kishio Tanaka | Giappone    | 1'04"0 | 17    |
| 5    | César Filardi | Brasile     | 1'04"6 | 22    |
| 6    | Antonio Cruz  | Guatemala   | 1'11"8 | 35    |

### Semifinali
| Pos. | Atleta            | Nazione          | Totale | Pos F |
| ---- | ----------------- | ---------------- | ------ | ----- |
| 1    | Charles Hickcox   | Stati Uniti      | 1'01"6 | 2 Q   |
| 2    | Jim Shaw          | Canada           | 1'01"9 | 5 Q   |
| 3    | Reinhard Blechert | Germania Ovest   | 1'02"2 | 8 Q   |
| 4    | Jurij Hromak      | Unione Sovietica | 1'02"4 | 10    |
| 5    | Franco Chino      | Italia           | 1'02"7 | 13    |
| 6    | Danijel Vrhovšek  | Jugoslavia       | 1'02"7 | 14    |
| 7    | Joseph Jackson    | Gran Bretagna    | 1'02"8 | 15    |
| 8    | Ejvind Pedersen   | Danimarca        | 1'03"6 | 16    |

| Pos. | Atleta           | Nazione          | Totale | Pos F |
| ---- | ---------------- | ---------------- | ------ | ----- |
| 1    | Roland Matthes   | Germania Est     | 1'01"3 | 1 Q   |
| 2    | Larry Barbiere   | Stati Uniti      | 1'01"6 | 2 Q   |
| 3    | Ronald Mills     | Stati Uniti      | 1'01"8 | 4 Q   |
| 4    | Franco Del Campo | Italia           | 1'02"1 | 6 Q   |
| 5    | Bob Schoutsen    | Paesi Bassi      | 1'02"1 | 7 Q   |
| 6    | Karl Byrom       | Australia        | 1'02"3 | 9     |
| 7    | Santiago Esteva  | Spagna           | 1'02"4 | 10    |
| 8    | Viktor Mazanov   | Unione Sovietica | 1'02"5 | 12    |

### Finale
| Pos.    | Atleta            | Nazione        | Totale | Nota            |
| ------- | ----------------- | -------------- | ------ | --------------- |
| Oro     | Roland Matthes    | Germania Est   | 58"7   | Record olimpico |
| Argento | Charles Hickcox   | Stati Uniti    | 1'00"2 |                 |
| Bronzo  | Ronald Mills      | Stati Uniti    | 1'00"5 |                 |
| 4       | Larry Barbiere    | Stati Uniti    | 1'01"1 |                 |
| 5       | Jim Shaw          | Canada         | 1'01"4 |                 |
| 6       | Bob Schoutsen     | Paesi Bassi    | 1'01"8 |                 |
| 7       | Reinhard Blechert | Germania Ovest | 1'01"9 |                 |
| 8       | Franco Del Campo  | Italia         | 1'02"0 |                 |